# خوسيه ماريا كيفيدو
خوسيه ماريا كيفيدو (بالإسبانية: José María Quevedo)‏ هو لاعب كرة قدم إسباني في مركز الوسط، ولد في 1 يونيو 1969 في قادس في إسبانيا. لعب مع أتلتيكو مدريد ورايو فايكانو وريال بلد الوليد ونادي إشبيلية ونادي قادش.

## وصلات خارجية
- خوسيه ماريا كيفيدو على موقع قاعدة بيانات كرة القدم.إي يو (الإنجليزية)
- خوسيه ماريا كيفيدو على موقع عالم كرة القدم.نت (الإنجليزية)